# Maladera sontica
Maladera sontica är en skalbaggsart som beskrevs av Brenske 1898. Maladera sontica ingår i släktet Maladera och familjen Melolonthidae. Inga underarter finns listade i Catalogue of Life.